# Uracanthus perthensis
Uracanthus perthensis är en skalbaggsart som beskrevs av Thongphak och Wang 2007. Uracanthus perthensis ingår i släktet Uracanthus och familjen långhorningar. Inga underarter finns listade i Catalogue of Life.